# Tympanocryptis tetraporophora
Espèce
Statut de conservation UICN

 LC  : Préoccupation mineure
Tympanocryptis tetraporophora est une espèce de sauriens de la famille des Agamidae.

## Répartition
Cette espèce est endémique d'Australie. Elle se rencontre en Australie-Occidentale, en Australie-Méridionale, au Territoire du Nord, au Queensland et en Nouvelle-Galles du Sud et au Victoria.

## Publication originale
- Lucas & Frost, 1895 : Preliminary notice of certain new species of lizards from central Australia. Proceedings of the Royal Society of Victoria, vol. 7, p. 264-269 (texte intégral).